# アニマル浜口
アニマル浜口（アニマルはまぐち / Animal Hamaguchi、1947年8月31日 - ）は、日本の元プロレスラー、ボディビル指導者。本名は濱口 平吾（はまぐち へいご）。ボディビルダー出身で国際プロレスや新日本プロレスで活躍し、闘将のニックネームで呼ばれた。愛称は「浜さん」。
武蔵野学院大学日本総合研究所客員教授。アニマル浜口レスリング道場主宰。血液型A型。
長女は元レスリング選手の浜口京子。

## 来歴・人物

### 生い立ち
9人兄弟の8番目（五男）として島根県浜田市に生まれる。父親が事業に失敗し、家族の生活が困窮したため、小学5年生時（1958年）、母親と妹と一緒に親戚の住む大阪府堺市へ移る。中学2年生時に単身で故郷の長兄宅に戻り、牛乳配達のアルバイトをしながら学校に通っていたが、母親の勧めで再び大阪に移り堺市立日置荘中学を卒業、家計を助けるため高校進学を断念する。
その後は名古屋市、東京、横浜市と工事現場を転々とする毎日だったが、ある日、横浜で酒に酔った勢いで横浜市電を止めた先輩の姿を見て「いつまでこんな生活をしているのか。原点に戻ろう」と一念発起し、16歳時（1963年）に大阪へ戻って製鋼所へ就職し、その間に重機操縦士免許を取得する。

### 国際プロレス
1964年に、17歳でボディビルを始め、1969年にミスター兵庫コンテスト準優勝を受賞。8月にボディビル界との繋がりが強かった国際プロレスに入団してプロレスラーに転向する。デビュー戦は9月20日の岡山県高梁市民会館における対本郷清吉戦で、反則負けを喫している。後にパートナーとなるマイティ井上も、同じボディビルジムに通っていた。入門と同時にグレート草津の付き人を務める。
浜口には格闘技の経験がなく、身長も180cm未満でレスラーとしては決して恵まれた体格とは言えなかった。だが当時の国際プロレスにはカール・ゴッチやビル・ロビンソンといった、後に名コーチとしても名を馳せるレスラーが出入りしており、彼らから基礎を教わることでレスラーとしての礎を築く。また、技巧派で知られる同門の寺西勇や井上の動きを見習い、頭脳的（ときに狡猾）なプレーを自らのものとする。
1970年には1964年東京オリンピックレスリング金メダリストの渡辺長武から渡辺自身の代名詞であった「アニマル」を授けられ、吉原功が命名する形でリングネームをアニマル浜口（Animal Hamaguchi）に改める。
1972年に海外修行で渡米し、ヒゴ・ハマグチ（Higo Hamaguchi）をリングネームにAWAのテリトリーで活動。ネブラスカ州オマハでは海外遠征中だった草津と組み、スタン・プラスキー&レジー・パークスのAWA中西部タッグ王座に挑戦した。その後、AWA本隊への出場（ミネアポリスでのTVマッチではワフー・マクダニエル、セントポールでのハウス・ショーではドクターXと対戦）を経て、ディック・ザ・ブルーザーが主宰するインディアナ州インディアナポリスのWWAに転戦。ミツ荒川のパートナーとなり、膝下までの田吾作タイツに下駄ばきの日本人ヒールとして、ブルーザー、ウイルバー・スナイダー、カウボーイ・ボブ・エリス、ムース・ショーラック、セーラー・アート・トーマスなどのトップスターと対戦した。
1973年の帰国後は国際プロレスのメインイベンターの1人となり、同年7月9日には大阪府立体育館にてバディ・ウォルフを相手に金網デスマッチに初挑戦。以降、ディック・マードック、ブラックジャック・マリガン、ビル・ワット、スーパースター・ビリー・グラハム、バロン・フォン・ラシク、レイ・スティーブンスなどの大物外国人ともシングルマッチで対戦したが、しばらくタイトルには恵まれず、1976年に2度目の海外修行に出発。カナダ・カルガリーのスタンピード・レスリングではリッパー・コリンズをマネージャーに迎え、ミスター・ヒトと組んでインターナショナル・タッグ王座を獲得。プエルトリコのWWCではゴードン・ネルソンをパートナーに、アントニオ・ロッカ&ミゲル・ペレスから北米タッグ王座を奪取した。
1977年、IWAワールド・シリーズの第6回大会に合わせて帰国したと同時に、心機一転コスチュームをワンショルダータイツに変更。ワールド・シリーズと同時開催となったIWA世界タッグ王座争奪トーナメントでは寺西とのコンビで出場して決勝まで進出。3月25日に行われた決勝でビッグ・ジョン・クイン&クルト・フォン・ヘスに敗れたものの、3月26日、草津との新コンビでクイン&ヘスを破りIWA世界タッグ王座を獲得。以降、ワイルド・アンガス&マスクド・インベーダー（プリティボーイ・アンソニー）、ジプシー・ジョー&キラー・トーア・カマタ、エリス&ザ・キラーなどのチームを下して王座を防衛し、末期国際プロレスの中心選手として活躍した。
1978年1月5日にザ・サモアンズ（アファ&シカ）に王座を奪われるが、3週間後の1月20日に草津とのコンビで奪回。以後、1979年1月21日に新日本プロレスのヤマハ・ブラザーズ（山本小鉄&星野勘太郎）に敗れるまで、アレックス・スミルノフ&ヒト、スミルノフ&ジ・アトミックなどを相手に4回防衛した。1979年2月23日に同郷の井上との新コンビでヤマハ・ブラザーズから王座を奪回。井上とのチームでは、これ以前に全日本プロレスとの交流戦でアジアタッグ王座も獲得しており、和製ハイ・フライヤーズ（オリジナルのハイ・フライヤーズはAWAのグレッグ・ガニアとジム・ブランゼル）、浪速ブラザーズなどと呼ばれた名コンビだった。このコンビではサモアンズ、上田馬之助&マサ斎藤、大木金太郎&上田、ジョー&キラー・ブルックス、ジョー&キラー・カール・クラップ、マイク・ジョージ&ボブ・スウィータンら強豪チームを退けて王座を防衛している。1979年11月14日の上田&ヤス・フジイや1980年7月25日のスパイク・ヒューバー&ロッキー・ブリューワーとの防衛戦は、金網タッグ・デスマッチで行われた。
その間、1979年8月26日のプロレス夢のオールスター戦では、後の盟友長州力とコンビを結成し全日本プロレスの極道コンビ（グレート小鹿&大熊元司）と対戦した。1980年3月31日、後楽園ホールでの新日本プロレスとの対抗戦で、井上と組んで木村健吾&永源遥を相手にIWA世界タッグ王座の防衛戦を行ったが、木村のプランチャを浴びた際、観客がこぼしたビールで足を滑らせて後頭部を床に打って失神、右足首も捻挫して長期欠場するとともに（試合は井上&浜口の反則勝ち）、井上とのコンビで保持していたIWA世界タッグ王座を返上した。翌1981年4月には肝臓疾患のため欠場し、前年7月15日に井上と組んで新日本（ストロング小林&永源）から奪還したIWA世界タッグ王座をまたも返上してしまう。国際プロレスが活動を停止した同年8月も欠場中のまま迎えた。また欠場中のシリーズのポスターにおいても浜口の写真が掲載されている。

### 国際軍団
1981年9月23日（水曜日）、新日本プロレス田園コロシアム大会に国際プロレスのエースだったラッシャー木村とともに来場。このときメインイベント前のリング上で新日本に宣戦布告するはずのところ、木村が「こんばんは」と挨拶し、弛緩した雰囲気になった状況をマイクパフォーマンスで立て直した。
10月8日、新日本プロレスとの対抗戦に出場、そのまま木村や寺西勇と共に国際軍団として新日本に参戦する。国際時代とは一転、ヒールとして新日本ファンからの憎悪を買った。1982年11月4日には、アントニオ猪木と国際軍団3人との1対3のハンディキャップマッチで対戦、試合では猪木にフォールを奪われるが、猪木の体力を消耗させ、主将である木村の勝ち（エプロン・カウントアウト）に貢献した。1983年2月7日の再度の1対3変則マッチでは、猪木からフェンスアウトで勝利を収めた。

### 維新軍
その後、国際軍団から離脱し、長州力を中心とする維新軍に合流して新日本正規軍と対戦。維新軍の副将格、そして長州の参謀として活躍した。なおこの時から始まる長州との交流は立場を違えてからも続き、浜口の引退時に長州は陰で声を上げて泣いたという。
浜口は後に「国際プロレス時代はまだ蕾だったが新日本プロレスで開花した」「僕は自分のプロレス人生で、国際軍団の時代が最高だったと心の底から思います」と語っている。また当時のエピソードとして、猪木がある日「アニマル浜口を見習えよ! アイツは俺の弟子でもなければ、新日の選手でもないんだ。それなのに、俺が持っているものをみんな盗みやがった」と檄を飛ばしていたなどと聞き、嬉しくなったと明かしている。

### ジャパンプロレス
1984年、維新軍の長州やマサ斎藤、キラー・カーン、谷津嘉章らと共にジャパンプロレスの創立メンバーとなり、全日本プロレスに参戦する。ジャイアント馬場は、パートナーや対戦相手を引き立てる浜口の力量を高く評価し、ジャンボ鶴田VS浜口のシングルマッチのTV解説時「鶴田に負ける要素はありません!」などと実況したアナウンサーの倉持隆夫に対して、これだけのファイトがあるのだから油断は出来ないとたしなめ、試合終了後も浜口を絶賛した。1985年7月18日には寺西とのコンビで石川敬士&佐藤昭雄からアジアタッグ王座を奪取するが、10月7日に行われた6人タッグマッチ（長州&谷津と組み、鶴田、天龍源一郎、石川と対戦）において、鶴田のブレーンバスターを受け失神KOとなり、そのまま欠場。寺西は保永昇男を浜口の代役パートナーとして起用した。
1987年8月、ジャパンプロレスは分裂するが長州らの新日本復帰には同調せず引退を発表。8月20日、新日本プロレス両国国技館大会で引退セレモニーが行われて「長い間、ご声援ありがとうございました。この四角いリングの中に僕の青春がありました。人生があったんですよ。ありがとうプロレス。さようならプロレス。ありがとうございました」と別れの挨拶をした。

### アニマル浜口レスリング道場
引退後はアニマル浜口トレーニングジムを東京都浅草に開設。のちに同ジム内に アニマル浜口レスリング道場を開設。道場には、主にアマレスや柔道といった格闘技の基盤がある人間はもちろんであるが、特に基盤が無い人間でも将来プロレスラーとしてデビューをしたいと志す人を対象に開設した、日本有数のプロレスラー養成施設である。指導者となる傍ら、自らも一から体を作りあげて、1988年9月15日に江東公会堂で開催されたボディビルの大会（ミスター＆ミス東京ボディビルディング・チャンピオンシップス・シニア部門）に出場し優勝した。出場するにあたり、100kg以上の体重を70kgまで落とした。
1990年、長州力が昔とは別人のような精彩を欠いた試合を続けていた頃、浜口は引退後初めて新日の会場に現れる。長州がその日も不甲斐ない試合をしたのを見届けた浜口は突如、その試合後のリングに乱入する。「おいっ長州。お前何やってるんだよ。こんな試合をして恥ずかしくないのか!」と、涙ながらに叫んで長州を張り倒し、馬乗りになってなおも張り手を見舞っていった。その後「昔のようなギラギラとした奴に戻ってほしいんだ」と、長州の景気付けのつもりで長州とのタッグマッチの対戦限定で現役復帰をし、暫くの間ビッグバン・ベイダーなどと共闘し、長州と対戦する。後年にキャッチフレーズとなる「燃えろー」「気合だー」は、この頃に初めて発したものである。その後、長州とは一騎討ちを経て和解し、ジャパンプロレス時代以来のタッグを復活させたりした。
1994年、セミリタイヤ状態を経てWARに舞台を移して再度現役復帰。1995年には天龍源一郎・北原光騎と組んでWAR6人タッグ王座を獲得した。王座陥落後はリングからは遠ざかっているが、正式な引退表明はしていない。もっとも前述のように1987年8月20日に1度引退セレモニーは行っており、公式サイトでは正式引退として扱っている。
その一方、この頃からは名伯楽としてもクローズアップされ始めた。道場からは小島聡・大谷晋二郎・大森隆男・小原道由・FUNAKI・SUWA・本間朋晃・TAJIRI・高橋奈苗・内藤哲也・鷹木信悟らを送り出した。また、長女の浜口京子をレスリングの世界チャンピオンに育て上げる名コーチとして注目を集めた。現在の道場は長男の浜口剛史がトレーナーとして指導に入っている。

### 現在
娘の京子が出場した2004年アテネオリンピックにおける「気合だー」という言葉の連呼と、場合によっては周囲の迷惑を顧みないと非難された派手な応援は、海外のメディアからも一定の注目を集めた。また同オリンピックを国民的に盛り上げた功労者との見方もある。娘に向かって「気合だー!! オィッ!! オィッ!! オィッ!!」と元気に叫ぶ姿で、プロレスファン以外の世間にも顔を知られる存在となった。
2008年に行われた北京オリンピックではアテネ同様に家族総出で現地に応援に駆けつけ、娘の連続メダル獲得に大声で喜ぶ姿が世界各国のテレビで放映されただけでなく、地元の新聞の紙面をも飾った。ただし、浜口の言動に対し中華人民共和国の公安当局から「要注意人物」としてマークされ、自由な行動や発言は出来なかったとの報道もあった。
近年は京子が現役を引退したこともあって、親子でのバラエティ番組やイベントへの出演が増えている。

## プロレスラー
現役時代のトレードマークはターザン風のワンショルダータイツで赤と白、赤と青、赤と水色などのツートンカラー、赤・青・紫などの単色、一時期パートナーのマイティ井上に合わせて花柄のワンショルダータイツも着用した。得意技はダイビング・エルボー・ドロップ、ジャンピング・ネックブリーカー・ドロップ、エアプレーン・スピン、ダイビング・フット・スタンプ。ネックブリーカーは本家のジャイアント馬場からも褒められた。エアプレーン・スピンはアンドレ・ザ・ジャイアントを回すのが現役当時の夢であった。
また長州力と維新軍団としてタッグとしての試合においては、長州とのツープラトンので行うパイルドライバーが秀逸であり（長州がリング上で相手の首元を股に挟み、浜口がコーナーポストで相手の足首を持って相手を落とすが、行う前に浜口がいつも上を向き絶叫するのが得意のポーズだった）特にハイジャックパイルドライバーとも言われ相手に恐れられていた。また、長州が相手をバックドロップの体制で持ち上げて浜口がトップロープからジャンピング・ネックブリーカー・ドロップを落とすツープラトン攻撃はフィニッシュホールドとなっていた。
入場テーマは『マタドール』（曲：日野皓正）。国際プロレスおよび新日本プロレス参戦時には『フリーライド・サーファー（ZERO TO SIXTY IN FIVE）』という曲もテーマ曲にしていた。

## 獲得タイトル
スタンピード・レスリング
- NWAインターナショナル・タッグ王座（カルガリー版）：1回（w / ミスター・ヒト）[15]

WWC
- WWC北米タッグ王座：1回（w / ゴードン・ネルソン）[16]

国際プロレス
- IWA世界タッグ王座：4回（w / グレート草津×2、マイティ井上×2）[18]

全日本プロレス
- アジアタッグ王座：2回（w / マイティ井上、寺西勇）[20]

WAR
- WAR世界6人タッグ王座：1回（w / 天龍源一郎&北原光騎）

プロレス大賞
- 殊勲賞（1977年）
- 敢闘賞（1980年）
- 努力賞（1981年）
- 功労賞（1987年）
- 特別賞（1997年）

## 入場テーマ曲
- ZERO TO SIXTY IN FIVE（PABLO CRUISE）※邦題は『フリー・ライド・サーファー』
- MATADOR（日野皓正）
- バック・オン・トラック（マッド・スリック）
- NIGHT ON BALD MOUNTAIN (BOB JAMES)

## 得意技
- ブロックバスター
- エアプレーン・スピン
- コブラツイスト
- バックドロップ
- パイルドライバー
- ジャンピング・ネックブリーカー・ドロップ
- ダイビング・フット・スタンプ
- ダイビング・エルボー・ドロップ

## エピソード
- 見た目は強面だが[26]、優しく涙もろい性格である。娘の浜口京子も「純粋で、温かいし優しい。でも恥ずかしがり屋。本当に尊敬が出来る存在」と述べており[27]、その人柄を慕う者は多い。愛弟子・小島聡がプロレス大賞MVPを獲得したのインタビューでは泣きながら喜んで語っていた。また、張本勲はサンデーモーニングの「週刊御意見番」でいつも褒め称えている。
- ジャパンプロレス時代に明石家さんまの番組に所属選手全員で出演した際、当時オールバックヘアーに口髭の強面だった為「この人は恐そうやな」と言われさんまを怒鳴り付けたことがある、逆に終始にこやかだった新倉史祐は「アンタは優しそうな顔やね」と言われた。
- 熱狂的なジャイアンツファンでもある。
- 草津の付き人になった理由は、草津が大酒飲みであったために他選手が付き人になるのを敬遠しており、結果的に押し付けられたため[6]。だが、草津とはウマが合い、遠慮なくものが言い合える関係になったという[28]。
- 入門後しばらくは、酒を飲もうとしなかった。ある日草津に飲みに連れて行かれ、草津に「キサン（熊本弁で貴様）、飲め!」と言われてウイスキーを飲んだところ、浜口は嘔吐した。その際草津は浜口が嘔吐した物を拾い、浜口は草津の優しい性格を知り、それ以降は酒が好きになったという[29]。なお、指導者に活動の軸を移した後は、コンディションを保つために酒を断っている[30]。
- 国際プロレス時代に当時浅草在住だったラッシャー木村と2人で小料理屋に酒を飲みに行った時にその店の娘に一目惚れし、後に結婚した。その際に奥様は「ヤクザが来た」と思ったが、木村が一緒だったため安心したという[29][31]。
- 木村がオックス・ベーカーとの金網デスマッチで足を骨折して入院した際、浜口など若手選手が木村の身の回りの世話を行った。その際浜口は一升瓶の酒を持っていったが、入院中の木村は飲まなかったため自分で一升呑んでしまい酔い潰れて木村のベッドで朝まで熟睡し、木村はソファーで寝たことがある[29]。
- 前述の通りタッグチームタイトルを負傷や病気で3度返上しているが、IWA世界タッグ王座に関しては、返上後に行われた王座決定戦では井上のパートナーとはなっていない[注 1]。
- 国際崩壊後に新日本へ移籍したきっかけは、吉原功代表に恩義を感じたため[32]。アニマル浜口のリングネームは吉原のアマチュアレスリングの後輩である渡辺長武の異名“アニマル”から採って吉原が命名した[8][4]。プロレスを教えてくれた恩人は、井上と寺西の2人であると浜口は語っている[29]。
- 国際軍団当時、試合前の新日勢の練習にも参加していたが、非常に練習熱心で試合での気迫・闘魂が凄かった浜口を、アングル上抗争相手であった猪木は高く評価しており、若手選手達に「お前ら、アニマルを見習え！」と鼓舞していた。また浜口も対戦しながら猪木の試合の組み立て方、お客さんへの魅せ方の工夫を盗んでいたという[33]。
- 女優の沢たまきの大ファンである。1995年5月、『リングの魂』（テレビ朝日系）の「憧れの人に会いたい」という企画で沢との一日デートが実現した。娘の京子に見立ててもらったファッションで出向いた浜口であったが、いつもの気合は何処へやら終始デレデレとしていた。

## 弟子
プロレスラー養成所「アニマル浜口レスリング道場」からは数多くの門下生が輩出されてプロレスで活躍している。

## 著書
- 『俺が気合いを入れてやる』ごま書房、1993年、ISBN 4-341-01545-1
- 『バカ野郎!』ごま書房、1993年、ISBN 4-341-01599-0
- 『「超」シェイプアップ法』双葉社、1996年、ISBN 4-575-28597-8
- 『プロレスラー』実業之日本社、1997年、ISBN 4-408-41606-1
- 『親父になれ!』ごま書房、1997年、ISBN 4-341-01806-X
- 『アニマル親子の「夢よ来い!」』講談社、1998年、ISBN 4-06-209066-X
- 『強い男になってみろ!』宙出版、1998年、ISBN 4-87287-934-1
- 『アニマル浜口最後は勝つ!』宝島社、2004年、ISBN 4-7966-4244-7
- 『アニマル浜口の人生気合ダァ!!』大泉書店、2002年、ISBN 4-278-04905-6
- 『娘にもらった金メダル』ゴマブックス、2004年、ISBN 4-7771-0063-4
- 『一瞬の喜びのために、人間は泣くんだ。』かんき出版、2004年、ISBN 4-7612-6197-8
- 『気合ダァ!200連発!!』共著：アニマル浜口、宮崎俊哉、ぴあ、2005年、ISBN 4-8356-1518-2

## メディア出演

### テレビドラマ
- スパイダーマン 第17話「プロレスラー サムソンの涙」（1978年、東京12チャンネル※現・テレビ東京）
- ウイークエンドドラマ・お天気お姉さん2 リョーコPuriPuri（1997年、テレビ朝日） - 居酒屋の店主 役
- 佐々木夫妻の仁義なき戦い 第3話（2008年、TBS）
- サザエさん アニメ＆ドラマで2時間半SP（2013年12月1日、フジテレビ） - 三河屋主人 役

### ドキュメンタリー
- 運命を変える1秒（2015年4月5日 - 、日本テレビ） - ナレーター

### 映画
- 劇場版 NARUTO -ナルト- 大興奮!みかづき島のアニマル騒動だってばよ（2006年、マンモス役（声の主演））

### CM
- 「リアルキアイダー」：2008年に、コカ・コーラが発売した飲料「リアルキアイダー」の顔になる。発売日当日には都内で記念イベントが催され、いつもの気合い注入を取材に来ていたマスコミ、イベントに参加していた人すべてに行っていた。アニマルが大きく描かれたラッピングバス（リアルキアイダー気合入魂バス）が全国を回り、アニマル自身のメッセージが更新されるブログも開設される。
- 公共広告機構（現：ACジャパン）（2005年、九州地区限定）
- ヱビスビール
- P&G ボールド
- ソフトバンクモバイル（プリモバイル）「ケータイもってないブラザーズ篇」※ガッツ石松、内藤大助、ダンテ・カーヴァーと共演（2010年）
- 桐灰化学※桂小枝と共演
- 富士フイルム
- 赤城乳業「ドルチェTime」※浜口京子と共演（2013年）
- 東京ガス「東京ガスの電気」※深田恭子、浜口京子と共演（2018年7月 - ）
- UQコミュニケーションズ

### Web番組
- 風雲!たけし城（2023年4月21日 - 、Amazon Prime Video）

### ミュージック・ビデオ
- 島谷ひとみ「Neva Eva」 浜口部長役(2007年6月)
- SUPER☆GiRLS「アッハッハ!〜超絶爆笑音頭〜」(2014年8月)